# Acuerdo de Hoyvík
El acuerdo de Hoyvík es un acuerdo de libre comercio entre las Islas Feroe e Islandia.

## Historia
El acuerdo fue firmado el 31 de agosto de 2005 en la localidad de Hoyvík, en las Islas Feroe. El Løgting feroés ratificó el acuerdo el 2 de mayo de 2006 y el Alþingi islandés hizo lo mismo el 3 de junio.
El 21 de agosto de 2006, el congreso general anual del Consejo Nórdico Occidental emitió un comunicado confirmando que la posibilidad de extender el acuerdo para incluir también a Groenlandia (creando pues una zona de libre comercio en el oeste nórdico) tenía que ser estudiada seriamente. En el Løgting se mencionó la posibilidad de extender el acuerdo también a Noruega y Canadá en un futuro.

## Contenido
Es el acuerdo de libre comercio más extensivo firmado por cada una de las naciones. Garantiza una libertad casi absoluta en la movilidad de bienes, servicios, personas y capital. También trata sobre las competencias y los subsidios gubernamentales y prohíbe cualquier tipo de discriminación por nacionalidad, excepto cuando sea explícitamente indicada en el tratado. El acuerdo es único en Islandia al ser el primero en establecer el libre comercio de productos agrarios, un sector que normalmente está muy protegido por las autoridades islandesas.
Una excepción notable en el tratado de libre comercio es el estatus especial de las industrias pesqueras. Las restricciones preexistentes en inversión extranjera en esta industria presentes en ambos países se mantienen.
Además del libre comercio, el acuerdo también proporciona herramientas para aumentar la cooperación entre las naciones teniendo en cuenta sus intereses comunes. Algunas áreas de cooperación especialmente mencionadas son, por ejemplo, la cultura, la educación, los deportes, la atención sanitaria, el transporte, las comunicaciones, el turismo, los temas ambientales, la energía y la gestión de los recursos.